# Сеттер, Фелипе
Фели́пе Се́ттер Се́ттер (исп. Felipe Setter Setter; 3 июля 1923, Гуанахуато — 15 марта 2013, Гвадалахара) — мексиканский футболист и футбольный тренер, игравший на позиции защитника. Участник чемпионата мира 1950 года.

## Биография

### Клубная карьера
В течение восьми сезонов Сеттер играл за «Атлас», в составе которого в 1951 году выиграл чемпионский титул, а также два Кубка Мексики в 1946 и 1950 годах, став одним из ключевых защитников той команды.

### Карьера в сборной
В составе сборной Мексики принимал участие на чемпионате мира 1950 года, где сыграл в единственном матче со сборной Бразилии, который мексиканцы проиграли со счётом 4:0. Всего за сборную Мексики сыграл 5 матчей, в которых не отметился забитыми мячами.

### Тренерская деятельность
В 1955 году работал главным тренером клуба «Атлас».

### Смерть
Скончался 13 марта 2019 года в Гвадалахаре в возрасте 89 лет от болезни Альцгеймера.

## Достижения
«Атлас»
- Чемпион Мексики (1): 1950/51
- Обладатель Кубка Мексики (2): 1945/46, 1949/50